# 韦托尔-塔哈尔
韦托尔-塔哈尔，是西班牙安达卢西亚自治区格拉纳达省的一个市镇。总面积40平方公里，总人口8839人（2001年），人口密度221人/平方公里。